# Атакент (квартал в Кючюкчекмедже)
„Атакент“ (на турски: Atakent) е квартал на Истанбул, разположен в район Кючюкчекмедже. Общата му площ е 8,52 км2. Според данни на Адресната система за регистриране на населението (ABPRS) към 2023 г. населението на „Атакент“ е 102 743 жители.

## Лечебни заведения
- Образователна и изследователска болница „Сюлейман Великолепни“ (Kanuni Sultan Süleyman Eğitim ve Araştırma Hastanesi), бул. „Тургут Йозал“ №46[6]
- „Университетска болница“ на университета Аджъбадем „Мехмет Али Айдънлар“ (Acıbadem Mehmet Ali Aydınlar Üniversitesi’nin "Üniversite Hastanesi"), бул. „Тургут Йозал“ №16. Създадена през 2014 г.[7]

## Държавни и общински институции
- Регионална дирекция на лабораторията на криминалната полиция в Истанбул, ул. Cadde №6[8]

## Образование
Гимназии в „Атакент“:
- Гимназия „Имам Хатип“ (İmam Hatip Lisesi), ул. 1. Etap Selçuklu Cd. №2[9]
- Женска гимназия „Имам Хатип“ (Toki Güneşparkevleri Kız Anadolu İmam Hatip Lisesi), ул. Cad. №19[10]
- Професионална и техническа анадолска гимназия „Халкалъ“ (Halkalı Mesleki ve Teknik Anadolu Lisesi), ул. Selçuklu Cd №115[11]

## Транспорт
Директни връзки на градския транспорт с квартала:
- Автобусни линии на İETT са: № 141A, 89, 89T, 89YB, 98AB, 98T, 9A, MR40.[12]

## Магазини
Супермаркети в „Атакент“:
- MMM Migros, ул. 1. Cadde №3.[13]
- Happy Center Atakent, ул. 1. Posta Sokak №16D[14]